# Kulm am Zirbitz
Kulm am Zirbitz är en ort i kommunen Neumarkt in der Steiermark i distriktet Murau i förbundslandet Steiermark i Österrike. Kulm am Zirbitz var tidigare en självständig kommun, men blev den 1 januari 2015 en del av kommunen Neumarkt in der Steiermark.